# Дмитренко Віктор Іванович
Ві́ктор Іва́нович Дмитре́нко (11 січня 1964 — 29 серпня 2014) — старший лейтенант резерву Національної гвардії України, учасник російсько-української війни.

## Бойовий шлях
Народився 1964 року в селі Лозова (Богодухівський район, Харківська область). Також вказується село Гаврилівка Лозівського району Харківської області. Жив у селі Засулля Лубенського району. 1985 року закінчив Українську сільськогосподарську академію — спеціальність «механізація сільського господарства».
В часі війни — командир роти охорони, 2-й батальйон спеціального призначення НГУ «Донбас».
Ранком 29-го серпня 2014-го загинув під час виходу «зеленим коридором» з Іловайського котла. Їхав у кузові броньованого «КАМАЗа» в складі автоколони батальйону «Донбас» по дорозі з села Многопілля до Червоносільського. Коли «КАМАЗ» вже в'їжджав до Червоносільського, по ньому вистрілив російський танк. Кабіну розірвало, здетонував боєкомплект у кузові. Тоді ж загинули «Стаф», «Руха», «Контра», «Кавказ», «СВД», «Рус», «Лисий».
Рештки Віктора Дмитренка станом на липень 2017-го не ідентифіковані. Похований в Дніпрі; Краснопільське кладовище, участок № 79.

## Нагороди і вшанування
За особисту мужність і героїзм, виявлені у захисті державного суверенітету та територіальної цілісності України, вірність військовій присязі під час російсько-української війни
- нагороджений орденом «За мужність» III ступеня (25.3.2015, посмертно)
- У Лубнах відкрита меморіальна дошка Віктору Дмитренку[3]
- Іловайський Хрест (посмертно)